# ريكو هاندا
ريكو هاندا (باليابانية: 半田 陸) (مواليد 1 يناير 2002) هو لاعب كرة قدم ياباني.

## وصلات خارجية
- ريكو هاندا على موقع رابطة كرة القدم اليابانية للمحترفين (اليابانية)
- ريكو هاندا على موقع إي إس بي إن إف سي (الإنجليزية)
- ريكو هاندا على موقع قاعدة بيانات كرة القدم.إي يو (الإنجليزية)
- ريكو هاندا على موقع Soccerbase.com (لاعب) (الإنجليزية)
- ريكو هاندا على موقع Soccerway.com (الإنجليزية)
- ريكو هاندا على موقع عالم كرة القدم.نت (الإنجليزية)